# Јужна сомалска струја
Јужна сомалска струја је топла струја, која настаје у зимској половини године од вода Јужне монсунске струје из Арабијског мора. Формира се по утицајем монсуна. Креће се према југу и код обала Танзаније скреће на исток и храни Екваторијалну повратну струју.